# Idalmis Bonne
Pour les articles homonymes, voir Bonne.
Idalmis Bonne Rousseaux, née le 2 février 1971 à Niceto Pérez, est une athlète cubaine spécialiste de sprint. Elle a participé trois fois aux jeux olympiques et a remporté deux médailles d'or et une d'argent aux jeux panaméricains.
Elle est la mère de l'athlète Daisurami Bonne.

## Palmarès
| Date | Compétition                                      | Lieu              | Résultat | Épreuve   | Performance   |
| ---- | ------------------------------------------------ | ----------------- | -------- | --------- | ------------- |
| 1991 | Jeux panaméricains                               | La Havane         | 1re      | 4 × 100 m | 44 s 31       |
| 1992 | Championnats ibéro-américains                    | Séville           | 1re      | 4 × 100 m | 44 s 49       |
| 1992 | Championnats ibéro-américains                    | Séville           | 2e       | 200 m     | 24 s 01       |
| 1993 | Championnats d'Amérique centrale et des Caraïbes | Ponce             | 1re      | 200 m     | 23 s 22       |
| 1993 | Jeux d'Amérique centrale et des Caraïbes         | Ponce             | 2e       | 200 m     | 23 s 53       |
| 1993 | Universiade                                      | Buffalo           | 2e       | 4 × 400 m | 3 min 28 s 95 |
| 1994 | Goodwill Games                                   | Saint-Pétersbourg | 3e       | 4 × 400 m | 3 min 26 s 35 |
| 1995 | Jeux panaméricains                               | Mar del Plata     | 1re      | 4 × 400 m | 3 min 27 s 45 |
| 1995 | Championnats d'Amérique centrale et des Caraïbes | Guatemala         | 1re      | 400 m     | 50 s 95       |
| 1996 | Championnats ibéro-américains                    | Medellin          | 2e       | 200 m     | 23 s 07       |
| 1996 | Jeux olympiques                                  | Atlanta           | 6e       | 4 × 400 m | 3 min 25 s 85 |
| 1997 | Championnats d'Amérique centrale et des Caraïbes | San Juan          | 1re      | 200 m     | 23 s 24       |
| 1997 | Championnats d'Amérique centrale et des Caraïbes | San Juan          | 2e       | 400 m     | 52 s 01       |
| 1997 | Universiade                                      | Catane            | 2e       | 4 × 400 m | 3 min 29 s 00 |
| 1997 | Universiade                                      | Catane            | 3e       | 400 m     | 51 s 72       |
| 1999 | Jeux panaméricains                               | Winnipeg          | 1re      | 4 × 400 m | 3 min 26 s 70 |
| 2000 | Jeux olympiques                                  | Sydney            | 8e       | 4 × 400 m | 3 min 29 s 47 |

## Records
| Épreuve | Performance | Lieu      | Date            |
| ------- | ----------- | --------- | --------------- |
| 400 m   | 50 s 95     | Guatemala | 16 juillet 1995 |